# Specjalność zawodowa
Specjalność zawodowa – wynik podziału pracy w ramach zawodu, zawiera część czynności o podobnym charakterze (związanych z wykonywaną funkcją lub przedmiotem pracy), wymagających pogłębionej lub dodatkowej wiedzy i umiejętności, zdobytych w wyniku dodatkowego szkolenia lub praktyki.